# Ги, Жак
Жак Ги (фр. Jacques Guy) — французский лингвист, родился 23 ноября 1944 года и живёт в Австралии с 1968 года. Он начал учёбу в École des Langues Orientales (Школа восточных языков, переименованная с тех пор в Национальный институт восточных языков и культур) в Париже, Франция, с упором на китайский, японский и таитянский языки. Затем он написал докторскую диссертацию, защитил диссертацию под эгидой Австралийского национального университета по сакао, диалекту острова Эспириту-Санто (расположенного в группе островов, которые тогда назывались Новые Гебриды, а теперь называются Вануату). После этого он обратил своё внимание на автоматическую обработку текста и цифровую таксономию, работая с 1985 года в исследовательской лаборатории искусственного интеллекта Telecom Australia (Telstra) в Клейтоне, пригороде Мельбурна. Он оставался в Telstra до 1998 года.
Его работа побудила его заинтересоваться двумя лингвистическими загадками: ронго-ронго и рукописью Войнича.